# Carolina Berger
Carolina Cordelia Berger, född 19 augusti 1823 i Liverpool, död 29 januari 1892 i Göteborg, var en svensk porträttmålare.
Hon var dotter till grosshandlaren konsul Gustaf Adolph Berger och Anne Jane Lloyd. Hon var främst verksam som porträttmålare och medverkade i Konstakademiens utställningar på 1850-talet.